# Steinsches Schloss (Barchfeld)
Das Steinsche Schloss ist ein ehemaliger Adelssitz in Barchfeld im Wartburgkreis, Thüringen. Es befindet sich auf dem Grundstück „Schlossweg 5“ am Westrand der historischen Ortslage an der Stelle einer früheren Wasserburg in der Talaue der Werra. Das Schloss ist eine Ruine und ein geschütztes Baudenkmal. Es wurde 2012 von der Gemeinde erworben und wird inzwischen schrittweise saniert, u. a. für eine Nutzung als Versammlungs- und Festsaal.

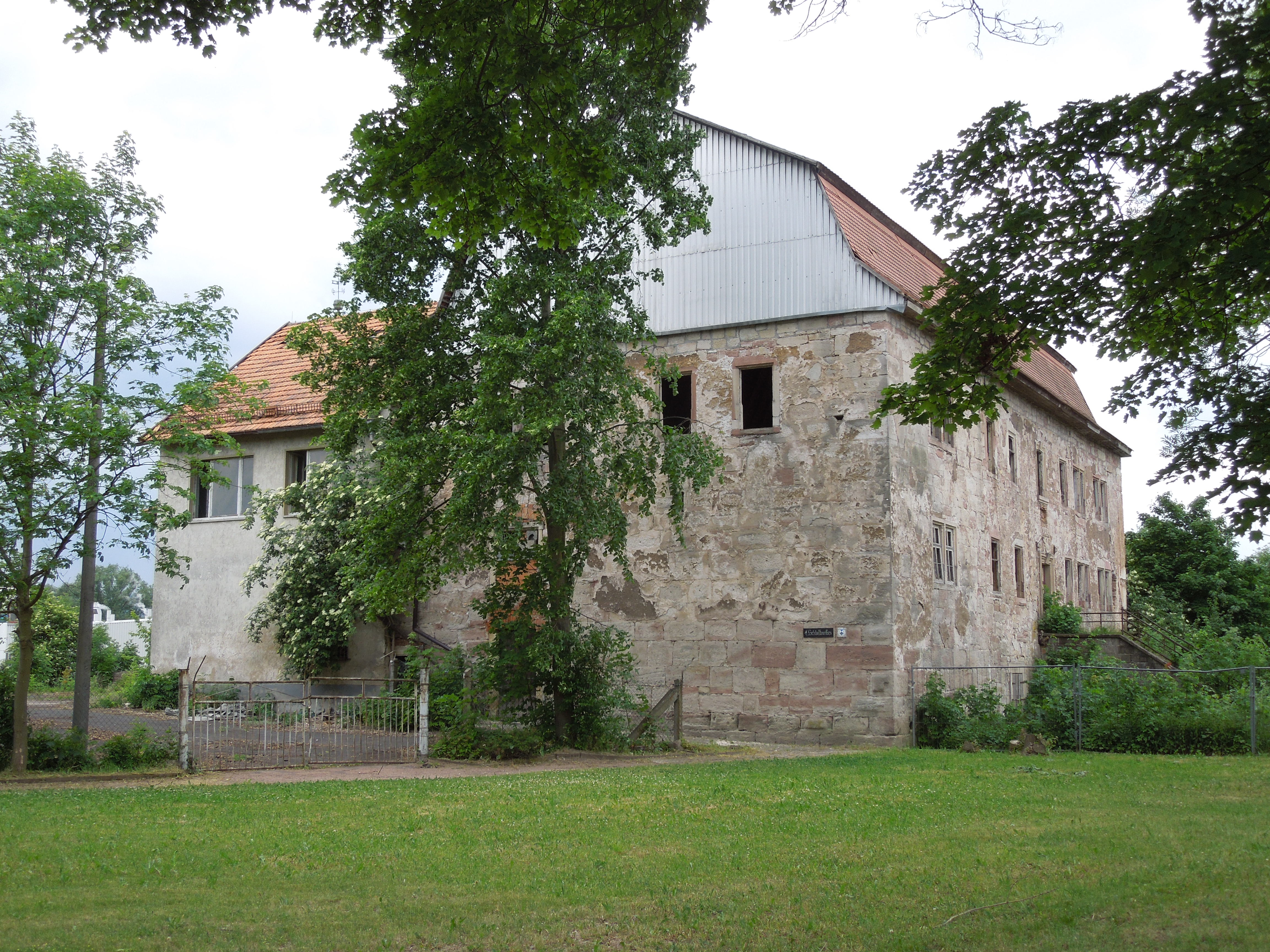
Die Schlossruine (Mai 2012)

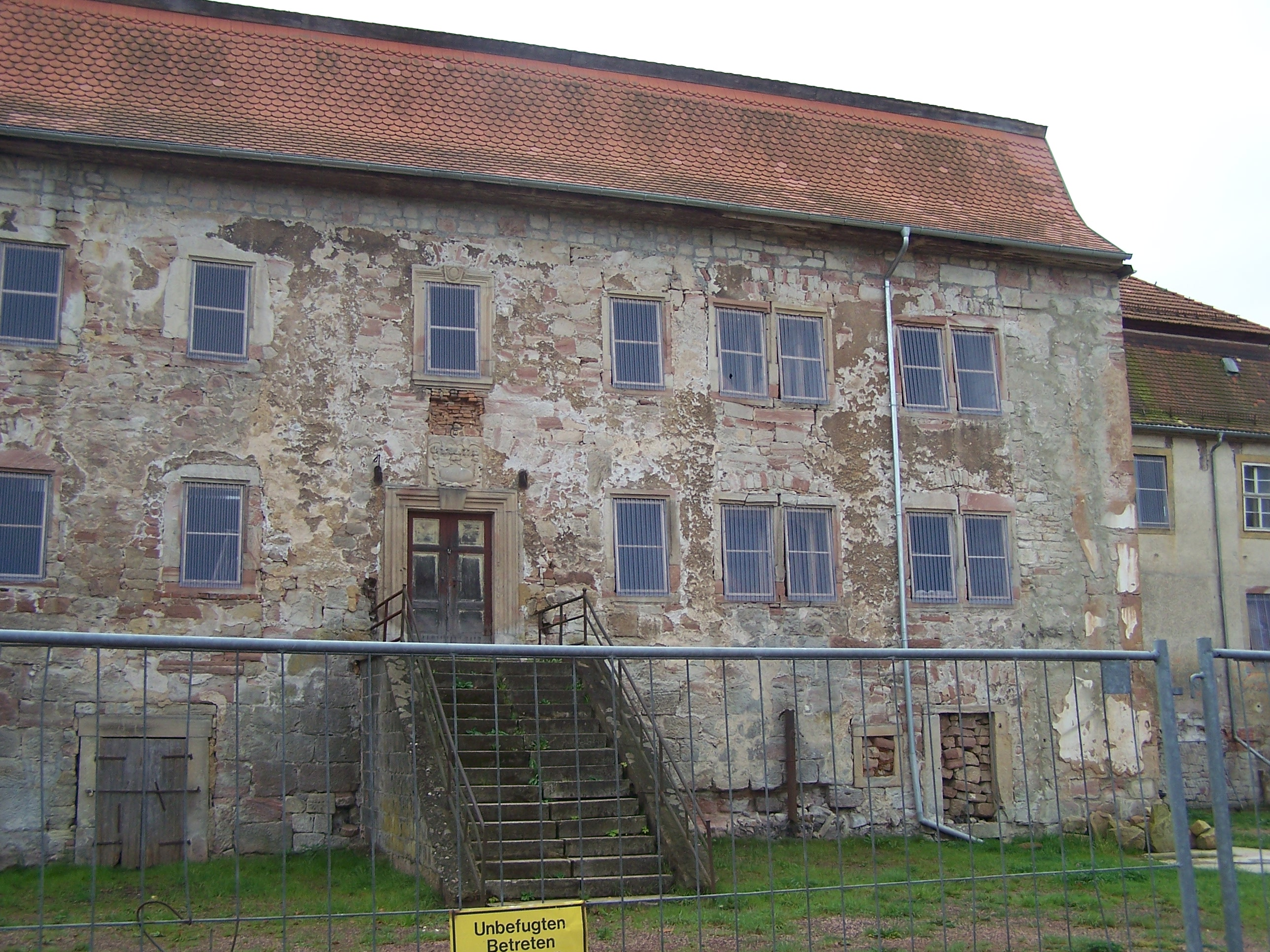
Teilansicht der Nordfassade (2014)

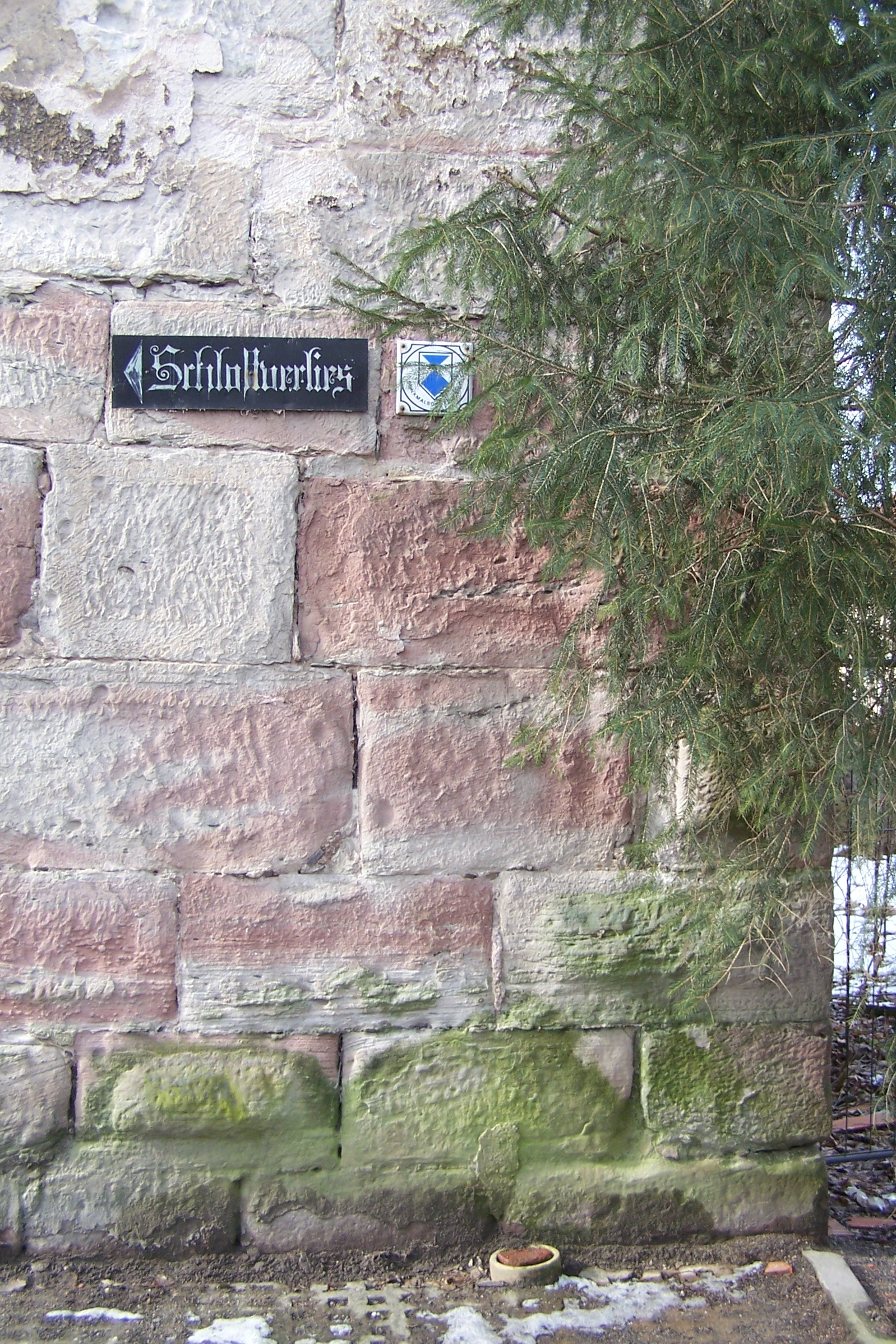
Hinweisschild zum Schlossverlies

## Geschichte
Das Steinsche Schloss war Sitz der in Barchfeld ansässigen Familie Stein-Liebenstein zu Barchfeld, die den Ort bis 1387 als Lehen der Grafen von Henneberg und alleinige Gerichtsherren in Besitz hatten. Dann verkauften sie drei Viertel ihrer an der Schweina gelegenen und in diesem Jahr erstmals urkundlich erwähnten Wasserburg und des Dorfs an Landgraf Hermann II. von Hessen. Die Burg war danach zunächst gemeinsamer Sitz derer von Stein und der vom Landgrafen eingesetzten Amtmänner. Als sie dann allmählich verfiel, wurde der Burghof geteilt, und Asmus von Stein ließ um 1555 auf seinem Anteil einen dreigeschossigen und im Grundriss quadratischen steinernen Wohnturm mit Verlies im Untergeschoss errichten, der von Bauhistorikern wegen der 2,55 m starken Mauern als Stumpf eines Wehrturmes gedeutet wird.
Das heutige Schloss wurde 1571–1581 auf Veranlassung von Georg Ernst von Stein unter Einschluss des Wohnturms an seiner Südostecke erbaut; die Reste der verfallenen Wasserburg wurden zuvor abgetragen. Es handelte sich dabei um einen dreigeschossigen, fünfachsigen Bau mit rechteckigem Grundriss und mit fünf Mansardenfenstern im Dachgeschoss. Dieser Mitteltrakt war an beiden Enden von einem viergeschossigen hervorstehenden Eckpavillon flankiert, die nicht vor die Fassade des Mittelteils hinausragten, aber höher waren. Sie hatten je eine Tür im Erdgeschoss und zwei große Sprossenfenster in den drei oberen Etagen und endeten in schönen Volutengiebeln. Mittig an der Nordfassade befand sich ein Wendeltreppenturm.
In unmittelbarer Nachbarschaft zum Steinschen Schloss entstand im Auftrag des neuen Landesherrn zwischen 1690 und 1732 das Schloss Wilhelmsburg als ein im Grundriss dreiflügeliges Barockschloss, das ab 1721 Residenz der paragierten Landgrafen von Hessen-Philippsthal-Barchfeld wurde.
Um dieser Aufwertung des Ortes zu entsprechen, ließ Daniel Raban von Stein ab 1729 an der Nordfassade seines Schlosses die Fenster vergrößern und eine große Freitreppe mit Steinbalustern anbringen, die den bisherigen Treppenturm ersetzte. Im Jahre 1768 erfolgte eine Vergrößerung der Schlossanlage durch den Anbau eines Seitenflügels, um die durch das südlich vorgelagerte landgräfliche Schloss dauerhaft im Schatten liegenden Repräsentationsräume und Säle dorthin zu verlagern. Insgesamt hatte das Schloss nunmehr über 30 beheizbare Räume. Der sich bis fast ans Werraufer erstreckende Landschaftspark nutzte eine Gruppe alter Baumveteranen am Werra-Ufer als Kulisse.
Die aus weichem Sandstein errichtete Bausubstanz des Schlosses wurde 1840 und noch einmal 1845 einer grundlegenden Sanierung unterzogen. Dabei wurde ein in Vergessenheit geratener Wappenstein in der verputzten Fassade freigelegt, der dem Erbauer Georg Ernst von Stein und seiner Gattin Anna (aus der Familie Hundt von Wenckheim) zugeordnet wurde. Dieser Wappenstein wurde in der Folgezeit mehrfach versetzt. Ein zweiter Wappenstein verweist auf Raban von Stein und dessen Gattin Sophie Dorothea von Webern.
Im Zuge der 1945/46 erfolgten Bodenreform in der damaligen Sowjetischen Besatzungszone wurde das Schloss durch Enteignung in Volkseigentum überführt und es begann ein stetiger Verfall. Der Bau diente zunächst als Unterkunft für heimatvertriebene Umsiedler und wurde daher im Inneren baulichen Veränderungen unterzogen. Die letzten Mieter zogen 1978 aus, aber der bereits seit Mitte der 1970er Jahre zunehmende Leerstand hatte einen erheblichen Verfall der Bausubstanz und der Innenausstattung zufolge.
Ab 1990 war der Bau unter Verwaltung der Treuhandanstalt. 1992 wurden die Nebengebäude abgebrochen und das Schloss selbst entkernt, ansonsten jedoch sich selbst überlassen. Erst nach dem Einsturz des Renaissancegiebels des westlichen Pavillons im Jahre 1994 wurden, nach sorgfältiger Dokumentation, die verbliebenen Reste der beiden Giebel abgenommen und das Schloss durch ein Schutzdach notgesichert.

## Heutiger Zustand
Im Jahre 2012 erwarb die Gemeinde Barchfeld-Immelborn beide Schlösser in der Absicht, sie zu erhalten und nachhaltiger Nutzung zuzuführen. Dabei ist der 2012 gegründete Förderverein Barchfelder Schlösser aktiv beteiligt.
Das Schloss war bis 2013 eine Ruine mit ungesicherten dunklen Fensterhöhlen. Vom Hauptbau stehen heute nur noch die Außenmauern mit dem Portal und dem Allianzwappen derer von Stein und von Webern sowie der ehemalige Wohnturm im Südosten mit dem Kellerverlies. Dort finden sich als Sehenswürdigkeiten eine Anzahl von Reliefdarstellungen und Ritzfiguren, die wohl von Häftlingen eingearbeitet wurden. Der 1768 angebaute Seitenflügel und die prachtvollen Giebel der beiden Eckpavillons sind verschwunden. Ebenso verschwand die gesamte Innenausstattung einschließlich der Innenwände, der eichenen Zwischendecken und der Treppen, im Laufe der Jahre, teilweise sogar erst 1992. Auch die Wirtschaftsgebäude, die halbkreisförmig im Norden und Osten entlang des Südufers der Schweina standen, existieren nicht mehr.
Inzwischen wurde das Gebäude soweit gesichert, dass es zumindest für verschiedene öffentliche Veranstaltungen genutzt werden konnte: Ausstellungen, Lesungen, Sommerkonzerte, Weihnachtsmärkte usw. Ein Konzept zur dauerhaften Nutzung ist noch nicht erstellt.